# Bój pod Wiśniówką

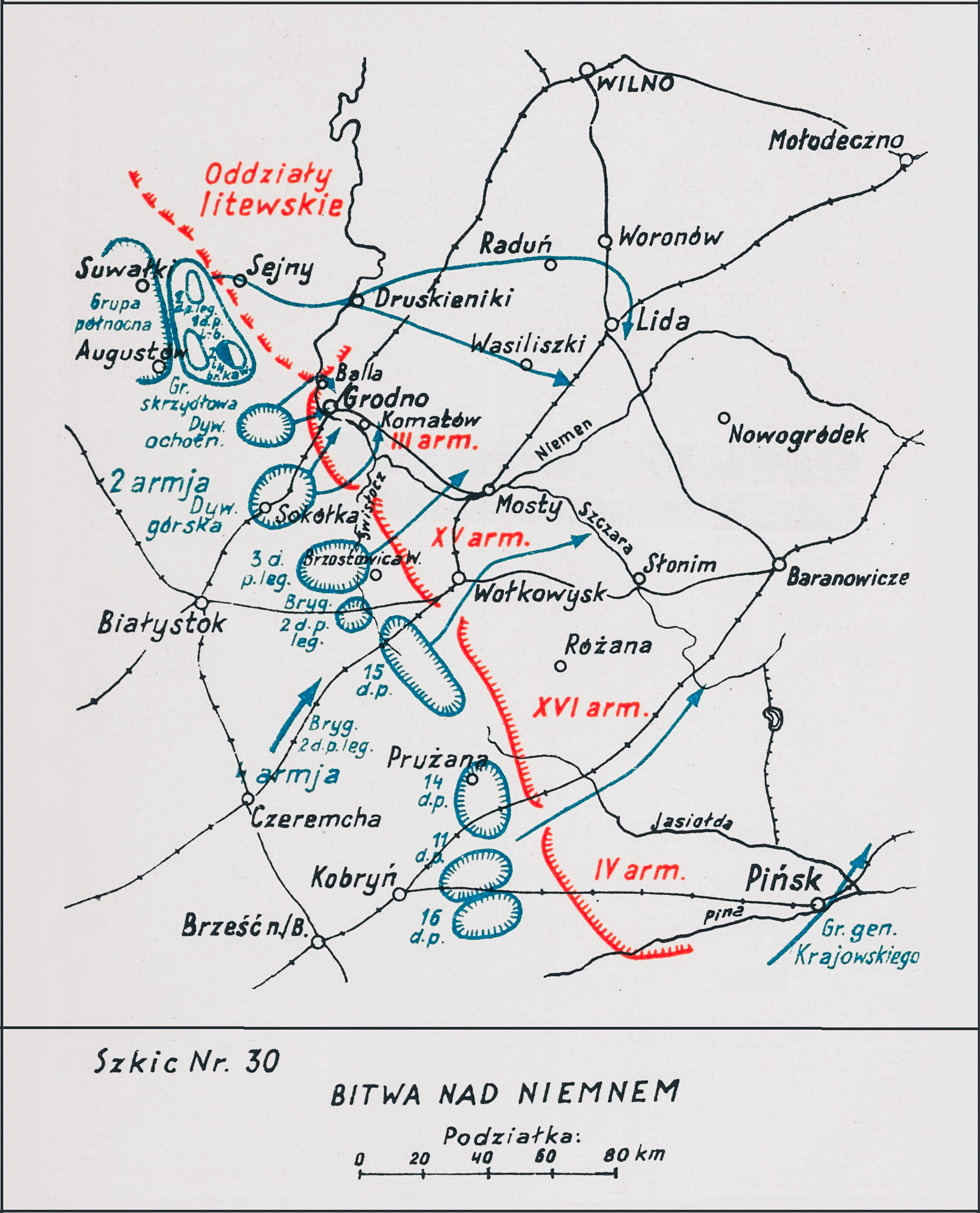
Adam Przybylski
Wojna Polska 1918–1921

Bój pod Wiśniówką – część operacji niemeńskiej; walki polskiego 18 pułku ułanów z oddziałami sowieckiej 27 Dywizji Strzelców w czasie ofensywy jesiennej wojsk polskich w okresie wojny polsko-bolszewickiej.

## Sytuacja ogólna
Realizując w drugiej połowie sierpnia 1920 operację warszawską, wojska polskie powstrzymały armie Frontu Zachodniego Michaiła Tuchaczewskiego. 1 Armia gen. Franciszka Latinika zatrzymała sowieckie natarcie na przedmościu warszawskim, 5 Armia gen. Władysława Sikorskiego podjęła działania ofensywne nad Wkrą, a ostateczny cios sowieckim armiom zadał marszałek Józef Piłsudski, wyprowadzając uderzenie znad Wieprza. Zmieniło to radykalnie losy wojny. Od tego momentu Wojsko Polskie było w permanentnej ofensywie.
Po wielkiej bitwie nad Wisłą północny odcinek frontu polsko-sowieckiego zatrzymał się na zachód od linii Niemen – Szczara. Na froncie panował względny spokój, a obie strony reorganizowały swoje oddziały. Wojska Frontu Zachodniego odtworzyły ciągłą linię frontu już 27 sierpnia. Obsadziły one rubież Dąbrówka – Odelsk – Krynki – Grodno – Grodek – Kamieniec Litewski. Stąd Tuchaczewski zamierzał przeprowadzić koncentryczne natarcie na Białystok i Brześć, by dalej ruszyć na Lublin. Uderzenie pomocnicze na południu miała wykonać między innymi 1 Armia Konna Siemiona Budionnego.
Reorganizując siły, Naczelne Dowództwo Wojska Polskiego zlikwidowało dowództwa frontów i rozformowało 1. i 5. Armię. Na froncie przeciwsowieckim rozwinięte zostały 2., 3., 4. i 6. Armia.
10 września, na odprawie w Brześciu ścisłych dowództw 2 i 4 Armii, Józef Piłsudski nakreślił zarys planu nowej bitwy z wojskami Frontu Zachodniego. Rozpoczęły się prace sztabowe nad planem bitwy niemeńskiej. Pomyślana ona była jako pewna kontynuacja operacji warszawskiej, przy założeniu, że jej celem będzie ostateczne rozgromienie wojsk rosyjskiego Frontu Zachodniego.
Myślą przewodnią było związanie głównych sił przeciwnika w centrum poprzez natarcie w kierunku na Grodno i Wołkowysk. Jednocześnie północna grupa uderzeniowa, skoncentrowana na lewym skrzydle 2 Armii, miała szybkim marszem przeciąć skrawek terytorium litewskiego i wyjść na głębokie tyły oddziałów Armii Czerwonej, zaangażowanych w bój o Grodno i Wołkowysk.
Zgodnie z polskim planem operacji niemeńskiej, 23 września grupa gen. Władysława Junga ruszyła na Wołkowysk. Celem natarcia było opanowanie miasta, ściągnięcia na siebie odwodów sowieckich i odwrócenie uwagi od natarcia 3 Dywizji Piechoty Legionów na Brzostowicę Wielką.

## Walki pod Wiśniówką
Podczas natarcia grupy gen. Władysława Junga na Wołkowysk 18 pułk ułanów formalnie znalazł się w składzie oddziałów płk Stanisława Wrzalińskiego, otrzymał on rozkaz opanowania Wiśniówki i odcięcia odwrotu na Zelwę oddziałom sowieckim broniącym Wołkowyska.
24 września działaniami nocnymi pułk ominął ubezpieczenia sowieckie, a o jego szpica czołowa w okolicach wsi Krzesła uderzyła na maszerujące z odsieczą do Wołkowyska oddziały 27 Dywizji Strzelców. Szarżą dowodził ppor. Michał Kłopotowski. Spowodowała ona początkowo zamieszanie w szeregach nieprzyjaciela, ale przewaga liczebna Sowietów sprawiła, że po pewnym czasie polski szwadron zmuszony został do odwrotu. W międzyczasie pod Wiśniówkę nadciągnęły główne siły pułku, a spieszony 1. i 4 szwadron przeszedł do kontrataku. Chwilowy sukces załamany został w ogniu sowieckiej piechoty, a jej uderzenie odrzuciło ułanów na pozycje wyjściowe. Kiedy dwa szwadrony walczyły pod Wiśniówką, 2 szwadron dokonywał głębokiego obejścia, zdobył Klepacze, a w nich część taborów 27 Dywizji Strzelców.
Około południa do walki weszły siły główne 27 Dywizji Strzelców i odrzuciły 18 pułk ułanów spod Wiśniówki.
Wieczorem gen. Władysław Jung wydał oddziałom swojej grupy rozkaz odwrotu na linię Rosi.
Po walkach dowódca pułku, nie czując się dysponowanym do dalszego dowodzenia, przekazał dowództwo mjr. Anatolowi Lewalt-Jezierskiemu i odjechał z frontu.

## Bilans walk
W bitwie pod Wiśniówką 18 pułk ułanów nie zrealizował swego zadania. Zatrzymał jednak na kilka godzin marsz odwodowej 27 Dywizji Strzelców, ułatwiając zadanie działającym na kierunku wołkowyskim oddziałom 15 Dywizji Piechoty. Straty sowieckie to około 250 jeńców i kilkadziesiąt wozów wyładowanych żywnością i amunicją.
18 pułk ułanów otrzymał pochwałę w rozkazie dowódcy grupy operacyjnej gen. Junga, w którym napisano:

18 pułk ułanów działał w składzie mej grupy w chwili, gdy przed nią stanęły trudne zadania przeszkodzenia ofensywie bolszewickiej z Wołkowyska, a następnie w pościgu, rozbiciu bolszewików i niedawania im możności ponownego skoncentrowania. W pierwszej akcji 18 pułk ułanów świetnie wypełnił swe zadanie ochrony prawego skrzydła grupy, a przez bój pod Krzesłami wniósł zamieszanie w 27 dywizji sowieckiej i ułatwił sytuację XXVIII BP znajdującej się w ciężkim boju z przeciwnikiem.